# NATO Air Policing
La NATO Air Policing è la gestione da parte della NATO degli spazi aerei di Paesi membri o legati da accordi di difesa non dotati di una propria aeronautica militare.

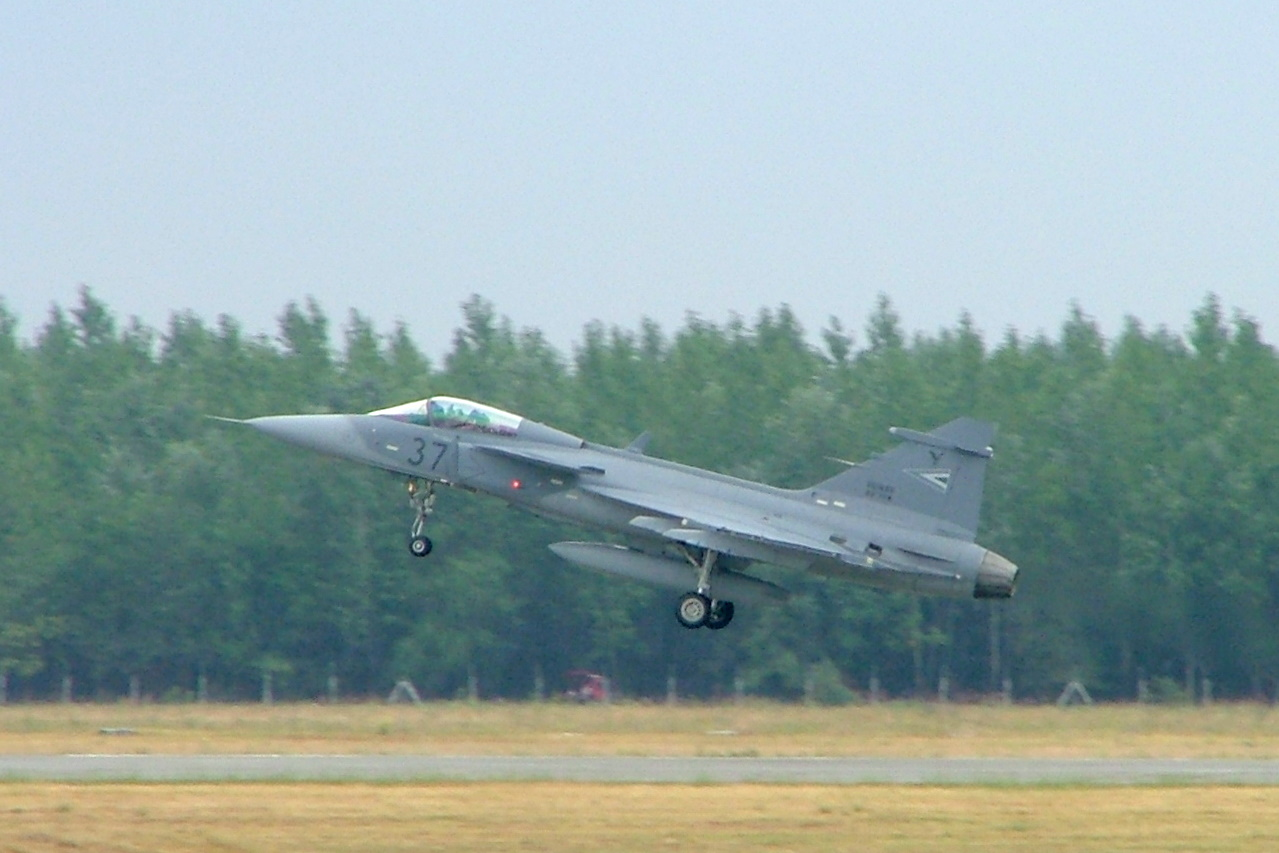
JAS 39 Gripen dell'ungherese Magyar Légierő in fase di atterraggio, Kecskemét open day, 2007.

Attualmente esistono cinque missioni di air policing condotte dalle aeronautiche dei Paesi membri:
- Baltic Air Policing, nella quale reparti aerei di Italia, Belgio, Repubblica Ceca, Danimarca, Francia, Germania, Paesi Bassi, Norvegia, Polonia, Portogallo, Romania, Spagna, Turchia, Regno Unito e USA si fanno carico a rotazione quadrimestrale e rischierandosi su basi locali in Estonia, Lettonia e Lituania, attività iniziata nel 2004[1]. I Paesi baltici pur avendo delle proprie aeronautiche militari non hanno reparti di volo di difesa aerea.
- Icelandic Air Policing, dalla chiusura della base aerea NATO di Keflavík[2], lo spazio aereo islandese è pattugliato da aerei della NATO rischierati a Keflavík periodicamente o in caso di necessità. L'Islanda non ha forze armate ma solo polizia e guardia costiera, alla quale è affidato il controllo a terra dello spazio aereo.

| Date                          | Nazionalità | Unità                                                              | Velivoli                                                     | Note |
| ----------------------------- | ----------- | ------------------------------------------------------------------ | ------------------------------------------------------------ | --- |
| 5 maggio – 30 giugno 2008     | Francia     | EC 01.002 Cigogne                                                  | 4 x Mirage 2000                                              | Rischierata una forza di 110 militari                                                                      |
| settembre 2008                | Stati Uniti | 48th Fighter Wing                                                  | ? x F-15 Eagle                                               | |
| marzo 2009                    | Danimarca   | Eskadrille 727 ed Eskadrille 730                                   | 4 x F-16 Fighting Falcon                                     | |
| ? 2009                        | Norvegia    | Royal Norwegian Air Force                                          | ?                                                            | |
| ? 2009                        | Stati Uniti | United States Air Force                                            | ?                                                            | |
| 8 – 29 marzo 2010             | Danimarca   | Eskadrille 727 ed Eskadrille 730                                   | 4 x F-16 Fighting FalconTemplate:R                           | Questo ridispiegamento includeva due controllori di intercettazione a terra delle Estonian Defence Forces. |
| 1 – 25 giugno 2010            | Germania    | Jagdgeschwader 71                                                  | 6 x F-4 Phantom II                                           | |
| 6 – 24 settembre 2010         | Stati Uniti | 493rd Expeditionary Fighter Squadron, 48th Fighter Wing            | 8 x F-15 Eagle                                               | |
| 28 marzo – 30 aprile 2011     | Canada      | 409 Tactical Fighter Squadron                                      | 5 x CF-18 Hornet                                             | |
| ? 2011                        | Norvegia    | Royal Norwegian Air Force                                          | ?                                                            | |
| ? 2011                        | Stati Uniti | United States Air Force                                            | ?                                                            | |
| 5 marzo – 2 aprile 2012       | Germania    | Jagdgeschwader 71                                                  | 6 x F-4 Phantom II                                           | |
| 1º maggio – 7 giugno 2012     | Stati Uniti | 493rd Expeditionary Fighter Squadron                               | F-15 Eagle                                                   | |
| 7 agosto – 20 settembre 2012  | Portogallo  | 201 e 301 Squadrons                                                | 6 x F-16 Fighting Falcon                                     | Distaccamento di 70 militari                                                                               |
| 18 marzo – 28 aprile 2013     | Canada      | 425 Tactical Fighter Squadron                                      | 6 x CF-18 Hornet 1 x CC-150 Polaris                          | Distaccamento di 160 militari delle Canadian Forces                                                        |
| giugno 2013                   | Italia      | Aeronautica Militare                                               | 6 x Eurofighter Typhoon 2 x KC-767 1 x C-130J Super Hercules | Circa 150 membri rischierati                                                                               |
| novembre 2013                 | Stati Uniti | 493rd Expeditionary Fighter Squadron, 48th Air Expeditionary Group | 6 x F-15 Eagle 2 x Boeing KC-135                             | |
| 27 gennaio – 21 febbraio 2014 | Norvegia    | Kongelige Norske Luftforsvaret                                     | 6 x F-16 Fighting Falcon                                     | Circa 110 militari rischierati                                                                             |

Ogni missione viene accompagnata dal rischieramento di un aereo AWACS Boeing E-3 Sentry della NATO. Altri due turni di servizio sono stati assolti dai Typhoon della Aeronautica Militare italiana a tutto il 2018
- Slovenian Air Policing, fino a tutto il 2013 in carico congiuntamente all'Aeronautica Militare italiana e alla forza aerea ungherese, dal 2014 con il rischieramento dei caccia JAS-39 Gripen ungheresi della 1ª squadriglia, 59 gruppo caccia, sulla base di Kecskemét interamente in carico a questi ultimi[24]. Come le aeronautiche baltiche la forza aerea slovena non possiede velivoli da difesa aerea.
- Albanian Air Policing, partita nel 2009 e gestita dall'Aeronautica Militare italiana i cui Typhoon pattugliano lo spazio aereo dell'Albania congiuntamente alla forza aerea greca[24]. Anche la forza aerea albanese non possiede alcun velivolo da caccia.

- Montenegro Air Policing. A partire da maggio 2018, anche i cieli del Montenegro, Paese non dotato di aerei da caccia, sono oggetto di una Air Policing NATO e pattugliati da caccia delle aeronautiche italiana e greca[25]

A queste si aggiunge la Luxembourg Air Policing, in quanto lo spazio aereo lussemburghese è controllato fin dalla creazione della NATO dai velivoli della forza aerea belga.
In passato la gestione era divisa tra due centri di risposta, uno a Ramstein e l'altro ad Izmir, ma nel 2014 la NATO ha deattivato il centro di risposta di Izmir, riunificando tutto sotto il comando di Ramstein.